# N474 (België)
De N474 is een gewestweg in België tussen Langerbrugge (N458) en de grens bij het Nederlandse Sas van Gent waar de weg over gaat in de N252.
De weg had een lengte van ongeveer 12 kilometer, 2,6 kilometer daarvan is onderbroken door het Kluizendok. De nieuwe omleiding om het Kluizendok heen heeft een lengte van ongeveer 7,7 kilometer.
De gehele weg ligt langs het Kanaal Gent-Terneuzen en bestaat uit twee rijstroken in beide rijrichtingen samen.

## Plaatsen langs de N474
- Langerbrugge
- Doornzele
- Rieme
- Zelzate